# Signs (Snoop Dogg)
Signs è un singolo del rapper Snoop Dogg, pubblicato come terzo estratto dal suo settimo album R&G (Rhythm & Gangsta): The Masterpiece del 2004.

## Descrizione
Il singolo, pubblicato nel marzo 2005, è prodotto dai The Neptunes, e figura la partecipazione dei cantanti Charlie Wilson e Justin Timberlake. Il brano utilizza un campionamento del brano del 1982 Early in the Morning dei The Gap Band e del brano del 1978 Got to Be Real di Cheryl Lynn.

## Video musicale
Il video musicale prodotto per Signs è stato diretto da Paul Hunter ed è ambientato in parte in una palestra di pugilato ed in parte in un casinò a Las Vegas, Nevada.

## Successo commerciale
Il singolo ha raggiunto la seconda posizione della Official Singles Chart nel maggio 2005 e soltanto la posizione 46 della Billboard Hot 100. Tuttavia il successo maggiore il brano l'ha ottenuto in Australia, dove è rimasto al vertice della classifica per due settimane.

## Tracce
CD Single
1. Signs - 3:56
2. Let's Get Blown - 4:41

CD Maxi Single
1. Signs - 3:56
2. Let's Get Blown - 4:41
3. Signs (Instrumental) - 3:56
4. Signs (video)

12" Vinile
A1 - Signs (Radio) (3:56)
A2 - Signs (Instrumental) (3:56)
A3 - Signs (Clean Acapella) (3:56)
B1 - Signs (LP Version) (3:56)
B2 - Signs (Instrumental) (3:56)
B3 - Signs (LP Acapella) (3:56)
12" Vinile Remix
A  Signs (DirtDiggers 'Crowd Pleaser' Club Mix)
B1 Signs (DirtDiggers 'Clean/No Rap' Dub)
B2 Signs (DirtDiggers 'Clean' Radio)

## Classifiche
| Classifica  | Posizione massima |
| ----------- | ----------------- |
| Austria     | 5                 |
| Germania    | 3                 |
| Italia      | 7                 |
| Sudafrica   | 3                 |
| Australia   | 1                 |
| Grecia      | 8                 |
| Belgio      | 11                |
| Paesi Bassi | 4                 |
| Norvegia    | 12                |
| Europa      | 1                 |
| Danimarca   | 3                 |
| Cina        | 3                 |
| Ungheria    | 25                |
| Stati Uniti | 46                |